# Tomáš Čep
Tomáš Čep (* 3. September 1886 in Želechovice; † 17. Oktober 1959 in der Festung Leopoldov) war ein tschechoslowakischer Soziologe und Hochschulprofessor und Teilnehmer der tschechoslowakischen Widerstandsbewegung im Protektorat Böhmen und Mähren. In der kommunistischen Tschechoslowakei wurde er verhaftet, in einem Schauprozess verurteilt und starb im Gefängnis Festung Leopoldov.

## Leben
Nach seinem Abitur in Frýdek-Místek studierte Tomáš Čep Philosophie und Bohemistik an der Karls-Universität in Prag. 1915 erreichte er den akademischen Grad PhDr und war als Professor an verschiedenen Fach- und Mittelhochschulen in Moravské Budějovice, Ostrava und Brünn tätig. 1935 habilitierte er (Schwerpunkt: Soziologie ländlicher Gebiete) und hielt Vorlesungen an der Mendel-Universität Brünn (vormals Universität für Landwirtschaft). Er war Mitglied der Redaktion der Sociologická revue (Soziologische Revue), Československá akademie zemědělská (Tschechoslowakische landwirtschaftliche Akademie) und Masarykova sociologická společnost (Masaryks Soziologische Gesellschaft).
Nach dem Kriegsausbruch und der Errichtung des Protektorats beteiligte er sich am Widerstand in einer zivilen Abteilung der Widerstandsgruppe Obrana národa. Čep wurde verhaftet und befand sich 1940–1945 in Haft. Danach lehrte er wieder an der Mendel-Universität, wo er 1947 zum ordentlichen Professor ernannt wurde. 1951 wurde er verhaftet und in einem Schauprozess gegen ehemalige Mitglieder der Českoslovanská strana agrární (Agrarpartei) zu mehrjähriger Haft verurteilt, obwohl er nach dem Kriegsende der linksorientierten Regierungspartei Československá strana národně sociální (damals Tschechoslowakische national-sozialistische Partei) beigetreten ist. Tomáš Čep starb an Folgen der harten Haftbedingungen im Gefängnis.
Tomáš Čep war mit Marie Čepová (1891–1979) verheiratet.

## Čep als Soziologe
Die Bedeutung von Tomáš Čep für die tschechische Soziologie liegt vor allem darin, dass er Mitte der 1930er Jahre das Lehrfach "Soziologie ländlicher Gebiete" an der damaligen Universität für Landwirtschaft in Brünn (heute Mendel-Universität) begründete und institutionalisierte. Das Fach wurde jedoch nach seiner politisch bedingten Entlassung nicht weitergeführt. Publizistisch sind vor allem seine sehr zahlreiche Beiträge in der Soziologischen Revue und anderen Fachzeitschriften hervorzuheben.